# ジョー・ロイル
ジョセフ・ロイル（英語: Joseph Royle、1949年4月8日 - ）は、イングランドの元サッカー選手、現サッカー指導者。元イングランド代表。選手時代のポジションはFW。
選手としてはエヴァートンFCで16歳でトップチームデビュー。ジェームズ・ヴォーンに11日差で抜かれるまでの40年弱、同クラブの史上最年少出場記録を保持した。監督としてはオールダム・アスレティックFCの監督を12年間務めた。

## クラブ歴
リヴァプールのノリス・グリーンに生まれた。学生時代はグラマースクールに通っていた傍ら、スポーツ万能であったため、通常グラマースクールの生徒が所属しないリヴァプールの学生チームに所属していた。彼に対してはマンチェスター・ユナイテッドFCを始めとする多数のクラブが興味を示したが、最終的には地元のエヴァートンFCが獲得に成功した。
1966年に16歳ながらトップチームデビューした彼はクラブ史上最年少出場記録保持者となり、この記録は2005年4月10日に11日差でジェームズ・ヴォーンに抜かれるまで40年弱更新される事がなかった。エヴァートンには10シーズン在籍し、うち5シーズンでクラブ内得点王となった。特に1969-70シーズンは23得点を記録、優勝に大きく貢献した。
1974年に、マンチェスター・シティFCのトニー・ブック監督の要望で彼は17万ポンドで移籍。1976年にEFLカップを優勝した。
1977年11月にブリストル・シティFCに移籍。
1980年にノリッジ・シティFCに移籍。1981年にはクラブの年間最優秀選手に選ばれたが、翌年に33歳で膝の怪我のため引退した。2002年にノリッジ・シティの殿堂入りした。

## 代表歴
1971年2月3日のマルタ代表戦で代表初出場。1972年10月11日に行われたユーゴスラヴィア代表戦で代表初得点を記録した。1977年3月30日のルクセンブルク代表戦が代表最後の試合となった。

## 監督歴

### オールダム・アスレティック
1982年6月、2部のオールダム・アスレティックFCの監督に就任。ホームグラウンドには時折模様が出来るほど規律的なチームを作り上げ、サポーターからの信頼も篤かった。1990年にはEFLカップで決勝に進出したが敗北、FAカップでも準決勝の再試合で敗北したが健闘、翌1991年に優勝し68年ぶりに1部復帰を果たした。 
1990年5月にはボビー・ロブソンが1990 FIFAワールドカップを以てイングランド代表監督を辞任すると発表したが、その後継候補としてグラハム・テイラー、ハワード・ケンドールとともに彼は候補にあがった。テイラーはリーグ優勝2回、FAカップやUEFAカップウィナーズカップのタイトルも持っており、ケンドールは2つのクラブでリーグ準優勝、FAカップ準優勝のタイトルを持っていた中、1部の指導経験すらない彼が候補に挙がったのは驚きであった。さらに言えばFCバルセロナでリーガ・エスパニョーラ、コパ・デ・ラ・リーガを制し、UEFAチャンピオンズカップ準優勝の経歴も持つテリー・ヴェナブルズよりも先に候補に挙がっていた。なおイングランド代表監督にしたのは彼ではなくテイラーであった。
若手の育成もしており、著名な所ではスコットランド代表のグレアム・シャープ、アイルランド共和国代表のマイク・ミリガン、デニス・アーウィン、イングランド代表のアール・バレット等があげられる。
1991-92シーズンを17位で終え、プレミアリーグの初代メンバーに名を連ねる事になった。降格したルートン・タウンFCとの一戦ではシャープが4得点を記録し5-1の勝利を記録したり、ボクシング・デーに行われたライバル・マンチェスター・ユナイテッド戦では敗戦したものの3-6の打ち合いをしたりと下位でありながら魅せる試合もあった。
プレミアリーグの初シーズンとなった翌1992-93シーズンでは、同じく残留を争ったサウサンプトンFC相手に打ち合いの末4-3の勝利、最終的に準優勝したアストン・ヴィラFCにアウェーで1-0の勝利を記録したため、得失点差-11に終わったオールダム・アスレティックは得失点差-13で終えたクリスタル・パレスFCを降格させ、紙一重の残留を果たした。
しかし1993-94シーズンは降格圏から抜け出す事すらままならず、1994年3月のサウサンプトン戦、続くクイーンズ・パーク・レンジャーズFC戦で連勝していた時期に抜け出したが次節には再び降格圏に戻った。一方FAカップではマンチェスター・ユナイテッド相手に引分、再試合に持ち込んだが敗北、リーグ戦でもボクシング・デーのホームゲームは5-2の勝利、アウェーゲームも3-2と敗北したものの善戦しライバル相手には意地を見せた。ただリーグは結局最後8試合勝利もなく降格、その後も数ヶ月は指揮を執ったが退任となった。

### エヴァートン
1994年11月にマイク・ウォーカーが開幕から12試合勝利なしで解任されたエヴァートンの監督に就任し、古巣に復帰。後にはエヴァートンで監督代行を務めるまでになるダンカン・ファーガソンを獲得した。リーグでは5月に残留が決まって15位の結果であったが、FAカップではトッテナム・ホットスパーFCを準決勝で4-1で下し、マンチェスター・ユナイテッドを倒して優勝を記録した。
1995年夏にマンチェスター・ユナイテッドの得点王であるアンドレイ・カンチェルスキスをクラブ史上最高値の500万ポンドで獲得しリーグを6位で終える。1996年夏にはガリー・スピードを350万ポンドで、同年末にニック・バーンビーをクラブ史上最高値を更新する575万ポンドで獲得、冬の移籍市場ではトーレ・アンドレ・フローとクラウス・エフテヴァーグの獲得に動いたが、これらはピーター・ジョンソン会長に拒否された。11年ぶりに臨んだUEFAカップウィナーズカップでは2回戦止まり、順位も振るわず解任、最終的には降格圏と僅か勝ち点差4であった。
ただし、2004年には選手、監督双方の実績を買われ、エヴァートン・ジャイアントの一人と記された。

### マンチェスター・シティ
1998年2月、古巣マンチェスター・シティの監督に就任。当時2部からの降格がちらついていたクラブは最終節、同じく残留を争うストーク・シティFC戦を5-2で勝利したものの、残留争いをしている他3クラブが全て勝利したため両チームともに降格。翌シーズンは昇格プレーオフでジリンガムFCをPK戦の末に破って2部に復帰した。更に翌シーズンも最終節に2位につけプレミアリーグ昇格を果たしたが、1シーズンで降格したため、2001年5月に解任となった。

### イプスウィッチ・タウン
2002年10月に2部に降格したイプスウィッチ・タウンFCの監督に就任。2003年の2月から3月にかけては財政上の問題から主力の退団と移籍の制限がかかる事態に見舞われた。それでも2003-04シーズン、翌2004-05シーズンには昇格プレーオフに進出した。しかし二回ともウェストハム・ユナイテッドFCに敗れ、さらに主力選手がプレミアリーグに持って行かれると、2005-06シーズンは15位という1966年以来の成績に陷り双方合意で契約を解除した。

### その後
2006年12月、オールダム・アスレティックの公式サポーター組織である、トラスト・オールダムのパトロンに就任。2007年11月にはレスター・シティFC、ウィガン・アスレティックFCから監督就任のオファーが来たが両者ともに断った。
また、監督業から離れたためチャンネル5でUEFA主催試合のコメンテーターも務めた。
2009年3月15日にジョン・シェリダンの辞任に伴い15年ぶりにオールダム・アスレティックの監督に就任。当初は代行という形態であったものの、4月に入ってそのまま監督に就任するオファーを受けた。しかし28日に最終節を以てクラブを去る事が発表された。5月2日の最終節でウォルソールFCにアウェーで2-1で勝利し花道を飾った。
2014年6月2日、古巣ノリッジ・シティのスカウトとしてニール・アダムスの下で働く事になったが、翌月14日にエヴァートンの下部組織のコーチに就任した。ロベルト・マルティネスがクラブを発つとデイヴィッド・アンスワースとともにトップチームの指揮に参加した。
2018年10月にウィガン・アスレティックFCのスポーツディレクターに就任。